# Géraldine Laurent
Géraldine Laurent, née le 18 janvier 1975 à Niort, est une saxophoniste alto de jazz française.

## Biographie

### Formation
Géraldine Laurent étudie le piano classique au conservatoire de Niort avant de se tourner vers le saxophone alto à l'âge de 13 ans.

### Débuts
Lancée au festival de jazz de Calvi, elle fait l'objet d'un buzz très inhabituel dans le monde du jazz, accentué par la publication d'une tribune dithyrambique de Jean-Louis Chautemps dans Jazzman en avril 2006, et même d'un article dans Gala[réf. nécessaire].

### Carrière
Elle a fait partie du quartet de Christophe Joneau. En parallèle de son trio principal avec Yoni Zelnik et Laurent Bataille, elle a aussi monté un trio avec Hélène Labarrière et Éric Groleau, dans une optique plus orientée vers l'improvisation libre,.
Elle sort son premier disque sous son nom en 2007, qui est immédiatement salué par la critique pour son audace, voire son culot.
En 2008, elle obtient le prix de la révélation instrumentale française (prix Frank Ténot) aux Victoires du jazz, ex aequo avec Yaron Herman. Elle est récompensée la même année par le prix Django-Reinhardt « musicien de l'année » par l'Académie du jazz.
En 2010, pour son deuxième album, son producteur Francis Dreyfus et le batteur Aldo Romano lui suggèrent de rendre un hommage au saxophoniste Gigi Gryce. Elle enregistre alors des thèmes composés ou interprétés par celui-ci, ainsi que de nouvelles compositions, avec un nouveau quartet qui comprend Pierre de Bethmann au piano, Yoni Zelnik à la contrebasse et Franck Agulhon à la batterie.
L'album Around Gigi paraît à l'automne 2010, sous le label Dreyfus Jazz, et est salué unanimement par la critique. L'album reçoit le Prix du disque français de l'Académie du jazz.
En 2013, elle enregistre au sein du trio avec le guitariste Manu Codjia et le batteur Laurent Marguet le disque Looking for Parker, en hommage à Charlie Parker.
En 2015, son album At work est récompensé par l'Académie Charles-Cros et l'Académie du jazz.
En 2019, elle enregistre Cooking avec Paul Lay, Yoni Zelnik et Donald Kontomanou. Le disque, sorti le 18 octobre 2019, produit par Laurent de Wilde (Label Gazebo/l’autre distribution) est « album de l'année » aux Victoires du jazz 2020. Il est salué par la critique,.
En 2023, elle est doublement récompensée aux Victoires du jazz dans la catégorie « Artiste de l'année » et dans la catégorie « Tournée » pour son quartet Cooking.

### Décorations
- 2011 :  Chevalier de l'ordre des Arts et des Lettres[17]
- 2021 :  Officier de l'ordre des Arts et des Lettres[18]

## Style
La saxophoniste axe son travail autour de compositions originales mais privilégie également le travail d’arrangements sur les standards  ou les répertoires des musiciens,compositeurs de l’histoire du jazz (C-Mingus, A-C Jobim, C-Parker, Gigi Gryce etc…) , elle cite John Coltrane, Wayne Shorter, Sonny Rollins ou Eric Dolphy parmi ses influences.

## Récompenses
- 2008 : prix Django-Reinhardt dans la catégorie « Musicien de l'année » par l'Académie du jazz[6]
- 2008 : Victoires du jazz dans la catégorie « Révélation instrumentale de l’année (Prix Frank Ténot) »
- 2010 : Prix du disque français par l'Académie du jazz[8]
- 2015 : Prix jazz par l'Académie Charles-Cros[10]
- 2015 : Prix du disque français par l'Académie du jazz[11]
- 2020 : Victoires du jazz dans la catégorie « Meilleur album de l'année » pour Cooking
- 2023 : Victoires du jazz dans la catégorie « Artiste de l'année » ainsi que la catégorie « Tournée »

## Discographie

### En tant que leader
- 2007 : Time out trio, avec Yoni Zelnik et Laurent Bataille (Dreyfus Jazz, Sony bmg)
- 2010 : Around Gigi, avec Pierre de Bethmann, Yoni Zelnik et Franck Agulhon (Dreyfus Jazz)
- 2013 : Looking for Parker, avec Manu Codjia et Christophe Marguet(Bee Jazz)
- 2015 : At Work, avec Yoni Zelnik, Donald Kontomanou, Paul Lay (Gazebo/L'autre distribution)
- 2019 : Cooking, avec Yoni Zelnik, Donald Kontomanou, Paul Lay (Gazebo/L'autre distribution)

### En tant que sidewoman

#### AvecRhoda Scott
- 2017 : We Free Queens (Sunset Records)
- 2022 : Lady All Stars (Sunset Records)

#### AvecAldo Romano
- 2008 : Just Jazz (Dreyfus jazz)
- 2009 : Origine (Dreyfus jazz)
- 2010 : Complete communion to Don Cherry (Dreyfus Jazz)

#### AvecTérez Montcalm
- 2013 : I Know I'll Be Alright (Universal Music)
- 2015 : Quand on s’aime (Avalanches production)

Avec L’autre Big Band
- 2023 : Joy

Avec Leïla Olivesi
- 2023 : Astral

Avec Christophe Dal Sasso Big Band
- 2021 : Africa Brass (Jazz and people)

Avec Yves Rousseau Septet
- 2020 : Fragments  (Yolk)

Avec Sophia Domancich quintet
- 2018 : Alice's Evidence  (Futura Marge)

Avec Fabio Zeppetella quartet
- 2017 : Chanson  (Jando music)

Avec René Urtreger
- 2017 : Premier Rendez vous  (Naive)

Avec Emmanuel Bex/David Lescot
- 2016 : La chose commune (le triton)

Avec Antoine Hervier trio
- 2011 : Juste à l'heure (Cristal records)

Avec Mico Nissim sextet
- 2011 : Ornette/Dolphy/Tribute/Conséquences (Cristal records)

Avec Jacques Mahieux
- 2011 : Family life quartet (Circum)

Avec Charles Bellonzi
- 2006 : Abracadadrums (DBA Productions)

Avec Christophe Joneau
- 2003 : "Lavaud Gelade"
- 2005 : "Ici & maintenant"